# Run Like Hell
"Run Like Hell" is een nummer uit 1979 van de Britse groep Pink Floyd. Het nummer staat op het album The Wall (1979) en kwam als single in 1980 uit.
De muziek is geschreven door David Gilmour, de teksten zijn van Roger Waters. Het nummer, waarin wordt beschreven dat Pink zich voelt als een fascistische dictator op het podium, minderheden belachelijk maakt en paranoia ervaart.
Het stuk gebruikt geluidseffecten om een gevoel van paranoia te creëren. Geluiden zoals wreed gelach, loop- en piepende banden en een luide schreeuw ondersteunen deze stemming. In het lied zongen Waters en David Gilmour om de beurt een regel uit de tekst. Het nummer was één van de belangrijkste concertnummers van de band in 1980-1990, vaak uitgevoerd als toegift met een grandioos vuurwerk.

## Muzikanten
- Roger Waters - zang, lach en schreeuw
- David Gilmour — gitaar, basgitaar
- Nick Mason — slagwerk
- Richard Wright — synthesizer
- James Guthrie — cimbalen
- Bobbye Hall — conga's, bongo's
- Phil Taylor — piepende banden

## NPO Radio 2 Top 2000
Run Like Hell stond in 2024 voor het eerst in de NPO Radio 2 Top 2000, op plek 1985.